# 第67回日本選手権競輪
第67回日本選手権競輪（だい67かいにほんせんしゅけんけいりん）は、2014年3月18日から23日まで、名古屋競輪場にて開催された、競輪のGI競走である。優勝賞金6000万円。

## 決勝戦

### 成績
- 3月23日（日） 16:30 第11レース[1][2]
- 誘導員…島野浩司（愛知）

| 着順 | 車番 | 選手     | 登録地 | 着差    | 決まり手 | 上がり(秒) | H/B | 特記 |
| ---- | ---- | -------- | ------ | ------- | -------- | ---------- | --- | ---- |
| 1    | 3    | 村上義弘 | 京都   |         | 捲くり   | 11.0       | B   |      |
| 2    | 2    | 武田豊樹 | 茨城   | 3/4車輪 | 捲くり   | 10.8       |     |      |
| 3    | 1    | 深谷知広 | 愛知   | 1/2車身 |          | 10.7       |     |      |
| 4    | 7    | 村上博幸 | 京都   | 1/4車輪 |          | 11.0       |     |      |
| 5    | 8    | 稲川翔   | 大阪   | 3/4車身 |          | 10.9       |     |      |
| 6    | 5    | 成田和也 | 福島   | 3/4車輪 |          | 10.7       |     |      |
| 7    | 6    | 内藤秀久 | 神奈川 | 3/4車身 |          | 10.9       |     |      |
| 8    | 9    | 平原康多 | 埼玉   | 4車身   |          | 11.4       |     |      |
| 9    | 4    | 稲垣裕之 | 京都   | 6車身   |          | 12.2       | H   |      |

### 配当金額
| 枠番二連勝複式 | 2=3   | 790円  |
| 枠番二連勝単式 | 3-2   | 1760円 |
| 車番二連勝複式 | 2=3   | 840円  |
| 車番二連勝単式 | 3-2   | 1760円 |
| 三連勝複式     | 1=2=3 | 890円  |
| 三連勝単式     | 3-2-1 | 6300円 |
| ワイド         | 2=3   | 270円  |
| ワイド         | 1=3   | 300円  |
| ワイド         | 1=2   | 240円  |

### レース概要
稲垣が打鐘先行で最終ホームを通過していき、平原の捲りに対して村上義が躊躇ない番手捲り。平原の脚が止まってバック捲りをした武田は、村上博からブロックを受けて村上義と外併走となる。村上義が押し切って史上6人目のダービー連覇を達成。武田が2着。後方からの捲り追い込みで深谷が3着。

## 特記事項
- 名古屋競輪場での日本選手権競輪開催は、村上義弘が優勝した2011年以来3年ぶり3回目。

- 大会応援サポーターとして地元名古屋の女性アイドルグループ「dela」が起用された[4]。

- 決勝戦の地上波中継は『第67回 日本選手権競輪決勝戦』テレビ東京[5]《TXN系列6局ネット》[6][7]。

- 6日間の総売上は、136億7201万1400円（目標145億円）だった。

### 競走データ
- 本大会をもって山田裕仁（岐阜・61期）が引退を表明。4日目1Rの一般（2）5着が最後のレースとなり、その後記者会見をおこなった。

- グランドスラムに最も近い山崎芳仁は二次予選で敗退した。

- 優勝した村上義弘は引退を表明した山田裕仁（2002年・2003年）以来のダービー連覇を達成した。また2011年のダービーを制しているため、2回連続の名古屋ダービー制覇も達成した。